# Покровське (Решетилівська міська громада)
Покровське (до 1956 р. — Бардакове, в 1956—2016 — Жовтневе) — селище в Україні, у Решетилівській міській громаді Полтавського району Полтавської області. Населення становить 2363 осіб. До 2020 року орган місцевого самоврядування — Покровська сільська рада.

## Географія
Селище Покровське розташоване між річками Грузька Говтва і Вільхова Говтва (~1,5 км), на відстані 0,5 км від сіл Тутаки та Коломак. Через селище проходять автошлях територіального значення Т 1721 та залізниця, станція Решетилівка.

## Історія
Селище до 1956 року мало назву — Бардакове, впродовж 1956—2016 років — Жовтневе. З 22 травня 2016 року селище перейменоване на сучасну назву.
19 липня 2020 року, в результаті адміністративно-територіальної реформи та ліквідації Решетилівського району, селище увійшло до складу Полтавського району.

## Економіка
- Свинокомплекс.
- Решетилівський комбікормовий завод, ТОВ.
- Решетилівський елеватор, ВАТ.
- Решетилівка хлібопродукт, ТОВ.
- Решетилівська сільгоспхімія, ВАТ.
- Решетилівський асфальтобетонний завод.
- «Дигор», сільськогосподарське ПП.
- ТОВ «Мрія-Агро».

## Об'єкти соціальної сфери
- Покровський НВК.

## Відомі особи

### Народились
- Антонець Семен Свиридонович — український аграрій, інноватор сільського господарства та вчений, Герой Соціалістичної Праці, Герой України.

### Проживають
- Ваганова Ганна Іванівна — Герой Соціалістичної Праці.